# Asian Tri Nations 1999
L'Asian Tri Nations 1999 fu la prima edizione del torneo triangolare asiatico noto come Asian Tri Nations tra le Nazionali di Hong Kong, Singapore e Taiwan.
Si tenne tra maggio e giugno 1999 per iniziativa della Federazione singaporiana, e fu disputato con la formula del girone all'italiana di andata e ritorno.
La vittoria arrise a Hong Kong, che aveva iniziato il torneo con una sconfitta 10-12 contro Singapore, la prima subìta per mano della città-Stato dal 1989 a quella parte.

## Risultati
| Data      | Incontro              | Risultato | Sede      |
| --------- | --------------------- | --------- | --------- |
| 15-5-1999 | Singapore ― Hong Kong | 12-10     | Singapore |
| 18-5-1999 | Taiwan ― Hong Kong    | 19-19     | Taipei    |
| 22-5-1999 | Taiwan ― Singapore    | 32-27     | Taipei    |
| 29-5-1999 | Hong Kong ― Singapore | 25-5      | Hong Kong |
| 5-6-1999  | Singapore ― Taiwan    | 11-20     | Singapore |
| 8-6-1999  | Hong Kong ― Taiwan    | 55-10     | Hong&Kong |

|  | Classifica | G | V | N | P | P+  | P-  | diff. | PT |
|  | ---------- | - | - | - | - | --- | --- | ----- | -- |
|  | Hong Kong  | 4 | 2 | 1 | 1 | 109 | 46  | +63   | 5  |
|  | Taiwan     | 4 | 2 | 1 | 1 | 81  | 112 | -31   | 5  |
|  | Singapore  | 4 | 1 | 0 | 3 | 55  | 87  | -32   | 2  |